# Lucien Hock
Lucien Hock, né en 1899 à Liège et mort en 1972 dans la même ville, est un peintre belge.

## Biographie
Lucien Hock naît en 1899 à Liège. Dès 1912 à l'École d'armurerie, il suit une formation de graveur sur armes, puis, de 1917 à 1919, est formé auprès d'A. de Witte à l'académie des beaux-arts de Liège.
En 1918 il collabore à la revue Anthologie, fondée par Georges Linze. Il est membre fondateur de L'Atelier en 1932.
On dit de lui que dans sa jeunesse, il produit de remarquables portraits, et qu'il est un excellent pastelliste.
Lauréat du prix Marie, en 1965 il reçoit le prix de consécration de la province de Liège.
Il meurt en 1972 dans sa ville natale.